# Sphaeropsis hedericola
Sphaeropsis hedericola är en svampart som först beskrevs av Speg., och fick sitt nu gällande namn av Pier Andrea Saccardo 1884. Sphaeropsis hedericola ingår i släktet Sphaeropsis, divisionen sporsäcksvampar och riket svampar.   Inga underarter finns listade i Catalogue of Life.